# Valiato de al-Ándalus
Valiato de al-Ándalus, de Córdoba o emirato dependiente de Córdoba, son denominaciones del periodo de la historia de al-Ándalus entre 711 y 756, así como de la institución política que la gobernaba. La capital del valiato o emirato se estableció inicialmente en Sevilla y finalmente en Córdoba.
Con la conquista musulmana de la península ibérica, el antiguo reino visigodo se convirtió en un valiato, es decir, el territorio gobernado por un valí (gobernador) dependiente del califato de Damasco y subordinado al centro político del Maghreb (Occidente del imperio musulmán), que se encontraba en Kairuán (en el actual Túnez).
Durante este período, el problema interno principal fue el enfrentamiento entre los conquistadores de origen árabe y los bereberes, debido al reparto desigual de las tierras conquistadas en favor de los árabes.

## Conquista musulmana en la península ibérica
Según algunas fuentes, Musa ibn Nusayr, gobernador de Ifriqiya, dependiente del walí de Egipto, ordenó a su lugarteniente, Táriq ibn Ziyad, que iniciase la conquista. Táriq era bereber, ligado por una relación de clientela con una tribu musulmana, y liberto de Musa. Sin embargo, otras fuentes conjeturan que Musa no conocía los planes de Táriq, que este actuó por su cuenta y que Musa solo vino en su apoyo tras conocer su victoria.
Sea cumpliendo órdenes o por propia iniciativa, Táriq ibn Ziyad desembarcó a principios del año 711, con el inicio de la primavera, en la bahía de Algeciras (llamada entonces Iulia Traducta), con un ejército de unos 7000 hombres fundamentalmente bereberes (solo recientemente sometidos), e incluso cristianos del norte de África (las fuentes musulmanas hablan de entre 1700 y 12 000 hombres, considerando 7000 hombres una cifra intermedia y bastante repetida en la historiografía). Táriq se asentó en el peñón de Gibraltar (nombre que deriva de este conquistador, Ŷebel at-Tariq, 'Montaña de Táriq'), bien protegida por su altura, mientras iba recibiendo su ejército en sucesivos desembarcos. Desde allí comenzó a saquear zonas y ciudades de la baja Andalucía.

## La independencia con el emirato
A mediados del siglo VIII, la sublevación abasí destronó y asesinó al califa omeya de Damasco, Marwan II, y a su familia, escapando solo el joven Abderramán. Este, primero, se refugió en el norte de África y, después, pasó a la península, donde tras imponerse se proclamó emir en el 756. Este título implicaba la independencia política de los califas abasíes (que trasladaron la capital del califato a Bagdad), aunque reconocía su autoridad religiosa.
Durante el emirato, al-Ándalus tuvo que afrontar problemas externos contra los asturianos del norte de la península que avanzaron hasta Zamora; y contra los francos, que tras conquistar Gerona y Barcelona, establecieron una marca o provincia fronteriza al sur de los Pirineos. La denominada Marca Hispánica. Además hubo problemas internos, causados por las sublevaciones de los muladíes o conversos al islam, pues se sentían discriminados respecto a los conquistadores musulmanes, que pagaban menos impuestos.